# Wulfener Bruch und Teichgebiet Osternienburg
Wulfener Bruch und Teichgebiet Osternienburg este o arie protejată (arie de protecție specială avifaunistică — SPA) din Germania întinsă pe o suprafață de 2.258 ha, integral pe uscat.

## Localizare
Centrul sitului Wulfener Bruch und Teichgebiet Osternienburg este situat la coordonatele 51°50′12″N 11°58′24″E / 51.8367°N 11.9733°E.

## Înființare
Situl Wulfener Bruch und Teichgebiet Osternienburg a fost declarat arie de protecție specială avifaunistică în octombrie 2000 pentru a proteja 97 de specii de animale.

## Biodiversitate
Situată în ecoregiunea continentală, aria protejată nu include niciun habitat protejat.
La baza desemnării sitului se află mai multe specii protejate de  păsări (97): uliu porumbar (Accipiter gentilis gentilis), uliu păsărar (Accipiter nisus nisus), lăcar mare (Acrocephalus arundinaceus), lăcar-de-rogoz (Acrocephalus schoenobaenus), pescăruș albastru (Alcedo atthis), rață sulițar (Anas acuta), rață lingurar (Anas clypeata), rață mică (Anas crecca crecca), rață fluierătoare (Anas penelope), Anas platyrhynchos platyrhynchos, rață cârâitoare (Anas querquedula), Anas strepera strepera, Anser albifrons albifrons, gâscă cenușie (Anser anser), gâscă cu cioc scurt (Anser brachyrhynchus), gârliță mică (Anser erythropus), gâscă de semănătură (Anser fabalis), fâsă de luncă (Anthus pratensis), acvilă țipătoare mică (Aquila pomarina), Ardea cinerea cinerea, Ardea purpurea purpurea, ciuf de câmp (Asio flammeus), rață-cu-cap-castaniu (Aythya ferina), rața moțată (Aythya fuligula), rață roșie (Aythya nyroca), buhai de baltă (Botaurus stellaris stellaris), Branta leucopsis, gâsca cu piept roșu (Branta ruficollis), Bucephala clangula, șorecarul comun (Buteo buteo), șorecar încălțat (Buteo lagopus), fugaci de țărm (Calidris alpina), chirighiță neagră (Chlidonias niger), barză albă (Ciconia ciconia ciconia), erete de stuf (Circus aeruginosus), erete vânăt (Circus cyaneus), erete cenușiu (Circus pygargus), cristeiul de câmp (Crex crex), Cygnus columbianus bewickii, lebădă de iarnă (Cygnus cygnus), lebădă de vară (Cygnus olor), ciocănitoarea de stejar (Dendrocopos medius), ciocănitoare neagră (Dryocopus martius), egretă albă (Egretta alba), șoim de iarnă (Falco columbarius), Falco peregrinus peregrinus, vânturel roșu (Falco tinnunculus), Fulica atra atra, becațină comună (Gallinago gallinago), Gallinula chloropus chloropus, Gavia arctica arctica, Grus grus grus, codalb (Haliaeetus albicilla), Ixobrychus minutus minutus, sfrâncioc roșiatic (Lanius collurio), sfrâncioc mare (Lanius excubitor excubitor), Larus argentatus, pescăruș argintiu (Larus cachinnans), pescăruș sur (Larus canus), pescăruș-cu-cap-negru (Larus melanocephalus), pescăruș râzător (Larus ridibundus), grelușel-de-zăvoi (Locustella luscinioides), ciocârlie de pădure (Lullula arborea), Luscinia svecica cyanecula, Melanitta fusca fusca, ferestraș mic (Mergus albellus), Mergus merganser merganser, gaia neagră (Milvus migrans), gaia roșie (Milvus milvus), codobatura galbenă (Motacilla flava), rață cu ciuf (Netta rufina), Numenius arquata arquata, Numenius phaeopus, vultur pescar (Pandion haliaetus), pițigoi de stuf (Panurus biarmicus), viespar (Pernis apivorus), cormoran mare (Phalacrocorax carbo carbo), bătăuș (Philomachus pugnax), ploier auriu (Pluvialis apricaria), ploier argintiu (Pluvialis squatarola), Podiceps auritus auritus, Podiceps cristatus cristatus, Podiceps grisegena grisegena, Podiceps nigricollis nigricollis, cresteț pestriț (Porzana porzana), Rallus aquaticus aquaticus, pițigoi-pungar (Remiz pendulinus), mărăcinar (Saxicola rubetra), chiră de baltă (Sterna hirundo), silvie porumbacă (Sylvia nisoria), corcodel mic (Tachybaptus ruficollis), călifar alb (Tadorna tadorna), fluierar de mlaștină (Tringa glareola), fluierar cu picioare verzi (Tringa nebularia), fluierarul de zăvoi (Tringa ochropus), fluierarul cu picioare roșii (Tringa totanus), nagâț (Vanellus vanellus).